# Galadistes intervenens
Galadistes intervenens är en snäckart som beskrevs av Tom Iredale 1938. Galadistes intervenens ingår i släktet Galadistes och familjen Camaenidae. Inga underarter finns listade i Catalogue of Life.